# Domenico Ricciardone
Domenico Ricciardone (Chieti, 19 dicembre 1758 – Penne, 25 luglio 1845) è stato un vescovo cattolico italiano.

## Biografia
Nato a Chieti il 19 dicembre 1758 da Pietro e Maddalena Preta, fu battezzato il giorno successivo in cattedrale e gli furono imposti i nomi di Domenico, Francesco, Saverio.
Apparteneva a una cospicua famiglia originaria dell'Italia settentrionale e stabilitasi a Chieti nel Cinquecento: i Ricciardone erano speziali e aromatari e possedevano una ricca bottega in piazza San Giustino. I fratelli maggiori di Domenico, Paolo e Nicola, erano avvocati e attraverso la professione forense avevano acquisito il titolo signorile di "don".
Seguendo le orme di un suo zio, canonico a Penne, abbracciò lo stato ecclesiastico e fu ordinato sacerdote il 22 dicembre 1781.
Il 30 maggio 1786, a Napoli, ottenne la laurea in teologia. Fu rettore del seminario diocesano di Penne e, dal 3 settembre 1814, fu arcidiacono del capitolo cattedrale di Penne.
Conosciuto per le opere e la severità dei costumi, fu da re Ferdinando I di Borbone eletto vescovo di Penne e Atri il 20 marzo 1818 e il 25 maggio successivo fu confermato dalla Santa Sede: fu consacrato a Roma il 31 maggio dal cardinale Giulio Maria della Somaglia, vescovo di Frascati.
Nel 1837 riuscì a sedare un tumulto scoppiato a Penne a causa della voce che il Governo avesse avvelenato i pozzi per diffondere il colera: il vescovo si interpose tra i popolani armati e i gendarmi placando la sommossa.
Compì restauri nella cattedrale di Atri. Con testamento del 20 luglio 1845, donò il convento di Isola del Gran Sasso ai passionisti, che presero possesso del "ritiro della Concezione" l'11 maggio 1847.
Visse ritirato gli ultimi anni della sua vita.
Morì a Penne il 25 luglio 1845 avendo al suo capezzale i nipoti ex sorore, suoi eredi. Poiché i fratelli non avevano avuto figli, con lui si estinse la linea maschile della famiglia.

## Genealogia episcopale
La genealogia episcopale è:
- Cardinale Scipione Rebiba
- Cardinale Giulio Antonio Santori
- Cardinale Girolamo Bernerio, O.P.
- Arcivescovo Galeazzo Sanvitale
- Cardinale Ludovico Ludovisi
- Cardinale Luigi Caetani
- Cardinale Ulderico Carpegna
- Cardinale Paluzzo Paluzzi Altieri degli Albertoni
- Papa Benedetto XIII
- Papa Benedetto XIV
- Papa Clemente XIII
- Cardinale Marcantonio Colonna
- Cardinale Giacinto Sigismondo Gerdil, B.
- Cardinale Giulio Maria della Somaglia
- Vescovo Domenico Ricciardone